# Erika Diettes
Erika Diettes (nascida em 1978) é uma artista visual colombiana.
Diettes é mais conhecida pela sua série de retratos de mulheres que foram forçadas a testemunhar a tortura dos seus entes queridos durante o conflito colombiano. O seu trabalho está incluído nas colecções do Museu de Belas Artes de Houston e do Museu de Arte de Santa Bárbara.